# 유사 코지
유사 고지 혹은 유사 코지(遊佐 浩二, 1968년 8월 12일 ~ )는 일본의 성우이다. 교토부(京都府) 출신. 2007년 1월 성우 미츠하시 카나코와 결혼 후 2012년 6월 이혼.

## 출연작

### TV 애니메이션
1995년
- 황금용자 골드런 (사제)

1996년
- 초자 라이딘 (토레카이 깅가)

1998년
- DT 에이트론 (베르크)

1999년
- 헌터 X 헌터 (윙)

2001년
- 그래플러 바키 (가이아)

2002년
- 트랜스포머 아르마다 (데몰리셔 (하이드), 스러스트)

2003년
- 파푸와 (아라시야마, 키무라, 나가라강의 가마우지)
- 나루에의 세계 (시마다 아키오)
- 소닉 X (쉐도우 더 헤지호그)

2004년
- 블리치 (이치마루 긴)
- 트랜스포머 에너곤 (윙세이버, 데몰리셔 (아이언하이드))
- 따끈따끈 베이커리 (에드워드 카이저)
- 유희왕 듀얼몬스터즈 GX (텐죠인 후부키 (콘라드))
- 수라의 각 (무츠 타카토)
- 겟 라이드 암드라이버 (신 피어스)

2005년
- 풀 메탈 패닉!The Second Raid（토니）
- 아이실드21 (하바시라 루이)

2006년
- Ergo Proxy (빈센트 로우)
- NANA (니시모토)
- 나이트 헤드 제네시스 (카미야 츠카사)
- 은혼 (토죠 아유무)
- 마지널 프린스 ~월계수의 왕자들~ (엔쥬)

2007년
- 레 미제라블 소녀 코제트 (몽파르나스)
- 메이플스토리 (아로아로)
- 채운국 이야기 2기 (화진)
- 마인탐정 네우로 (사사즈카 에이시)
- 니노미야 군에게 애도를 (오쿠시로 타스쿠)
- 전뇌 코일 (네코메 소스케)
- 클레이모어 (이슬레이)
- 강철 삼국지 (제갈근 자유)
- 일기당천 Dragon Destiny (좌자 원방)

2008년
- 절대가련 칠드런 (효부 쿄스케)
- 아마츠키 (시노노메 콘)
- 흑집사 (라우)
- S.A 스페셜 에이 (오가타 아오이)
- 일기당천 Great Guardians (좌자 원방)

2009년
- 괭이갈매기 울 적에 (아마쿠사 쥬자)
- 동쪽의 에덴 (츠지 진타로)
- 냥코이 (죠세피느)

2010년
- 박앵귀 ~신선조기담~ (하라다 사노스케)
- 오오카미카쿠시 (사사키 슌이치로)
- 하나마루 유치원 (하나마루)
- 누라리횬의 손자 (누라리횬(젊은 시절))
- Starry☆Sky (미즈시마 이쿠)
- 레터 비 리버스 (로렌스)
- 흑집사 2 (라우)

2011년
- 타이거 앤 버니 (유리 페트로브 / 루나틱)
- 이것은 좀비입니까 (밤의 왕)
- 청의 엑소시스트 (시마 렌조)
- 누라리횬의 손자~천년마경~ (누라리횬(젊은시절))
- 진지하게 나를 사랑하세요 (아오이 토우마)
- 노래의 왕자님 (휴가 류야)

2012년
- 아르카나 패밀리아 (죠리)
- 사랑과 선거와 초콜릿 (사가 레이지)

2013년
- 절대가련 칠드런 THE UNLIMITED (효부 쿄스케)
- 카니발 (츠키타치)
- 겁쟁이 페달 (미도스지 아키라)

2014년
- 흑집사 Book of Circus (라우)
- 호오즈키의 냉철 (백택)
- 도쿄구울 (타타라)
- 겁쟁이 페달 GRANDE ROAD (미도스지 아키라)

2015년
- 도쿄구울√a (타타라)
- 노래의☆왕자님♪ 진심LOVE레볼루션 (휴가 류야）
- 영블랙잭 (야부)

### OVA
2000년
- 이니셜D 엑스트라 스테이지(노가미)

2002년
- 헌터 X 헌터 OVA(겐스루 팀(후반))

2009년
- DOGS(이안)

2010년
- 절대가련 칠드런 중학생편(효부 쿄스케)

2011년
- 박앵귀 설화록(하라다 사노스케)

### 극장판 애니메이션
2003년
- 극장판 명탐정 코난 미궁의 십자로（미즈오 슌타로）

2005年
- 공의 경계 (코르넬리우스 아르바)
- 극장판 명탐정 코난 수평선의 음모 (시오미 카츠히코）

2009년
- 동쪽의 에덴 극장판I The King of Eden（츠지 진타로）

2010년
- 극장판 은혼 新訳紅桜篇（토죠 아유무）
- 동쪽의 에덴 극장판II Paradise Lost（츠지 진타로）

2011년
- 극장판 테니스의 왕자 (와타나베 오사무）

2012년
- 극장판 청의 엑소시스트 （시마 렌조, 시마 유조, 시마 킨조)
- 극장판 TIGER & BUNNY -The Beginning-（루나틱 / 유리 페트롭）
- 극장판 FAIRY TAIL 봉황의 무녀（체이스）

2013년
- 극장판 은혼 완결편 (토죠 아유무)
- 극장판 박앵귀 제 1장 교토난무（하라다 사노스케）

2014년
- 우주전함야마토2199 星巡る方舟（토오야마）
- 극장판 TIGER & BUNNY -The Rising-（루나틱 / 유리 페트롭）
- 극장판 박앵귀 제 2장 (하라다 사노스케）
- 극장판 크레용신쨩 (쿠로이와 진타로)

2015년
- 극장판 겁쟁이 페달（미도스지 쇼）

2024년
- 명탐정 코난: 100만 달러의 오릉성（오키타 소시）

### 게임
- 삼국지 천명 2 (제갈량)
- Dear Girl ~Stories~ 히비키 히비키특훈대작전! DS (테라이케멘 사령관)
- Starry☆Sky ~in autumn~ (미즈시마 이쿠)
- 귀축안경 (미도 타카노리)
- 죠죠의 기묘한 모험 올스타 배틀-카쿄인 노리야키
- Lucky Dog 1 - 베르나르도 오르트라니

### 특촬물
- 《가면라이더 덴오》 (2007년, 우라타로스)

### 라디오
- 모못토 토크（MOTTO!ENTERTAINMENT：2005년 11월 11일 - 2007년 11월 22일）
- BLEACH “B” STATION（라디오 오사카, 문화방송 : 2005년 12월 먼슬리퍼스널리티）
- 월간・오토코마에통신 (月刊・男前通信 모바일문화방송A&G：2006년 2월 먼슬리퍼스널리티）
- 월간・유사코지 (모바일문화방송A&G：2006년 5월 27일 - ）
- 미야노・유사의 강철삼국지~라지오덴~（문화방송 :2007년 1월 6일 - 12월 29일）
- 테니스의 왕자 On the Radio (문화방송：2007년 10월 먼슬리퍼스널리티）
- 아마츠키 야미츠키 라디오 (애니메이트TV：2008년 4월 1일 - 9월 16일）
- 박앵귀집합 방송록 （애니메이트TV：2011년 5월 12일 - 2014년 4월 24일、부정기퍼스널리티）
- 「NORN9 노룬+노넷」WEB라디오 노룬방송국（애니메이트TV：2013년 11월 8일 - 2014년 7월 25일）
- 오피스 유사코지（애니메이트TV：2014년 9월 5일 ‐ ）

### 라디오드라마
- VOMIC 쿠로코의 농구 (미도리마 신타로)